# Domenico Zappettini

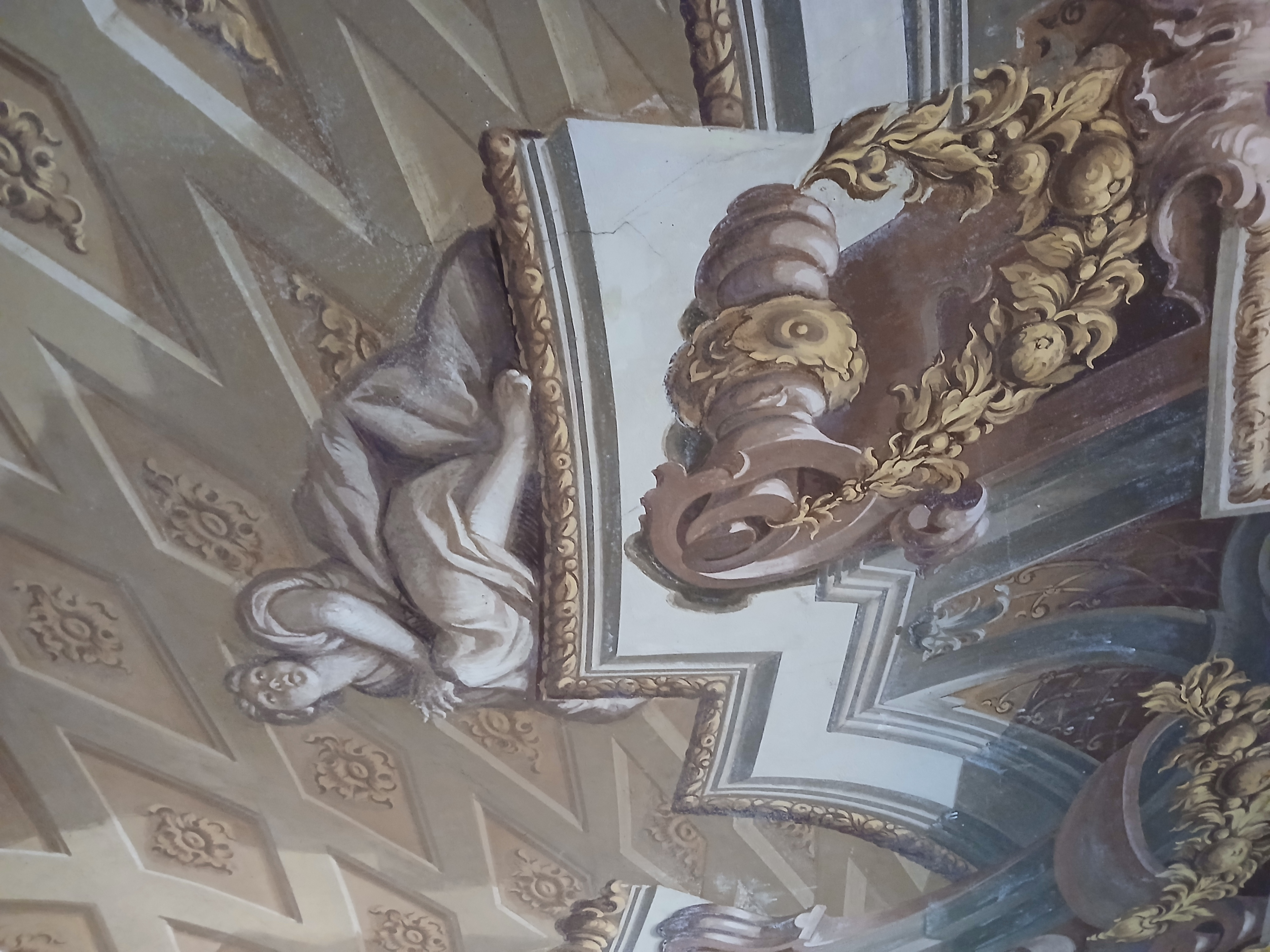
Figura allegorica. Teatro dell'Oratorio dell'Incoronata, Bergamo

Domenico Zappettini (Bergamo, 8 agosto 1880 – Bergamo, 17 dicembre 1918) è stato un pittore e decoratore italiano.

## Biografia

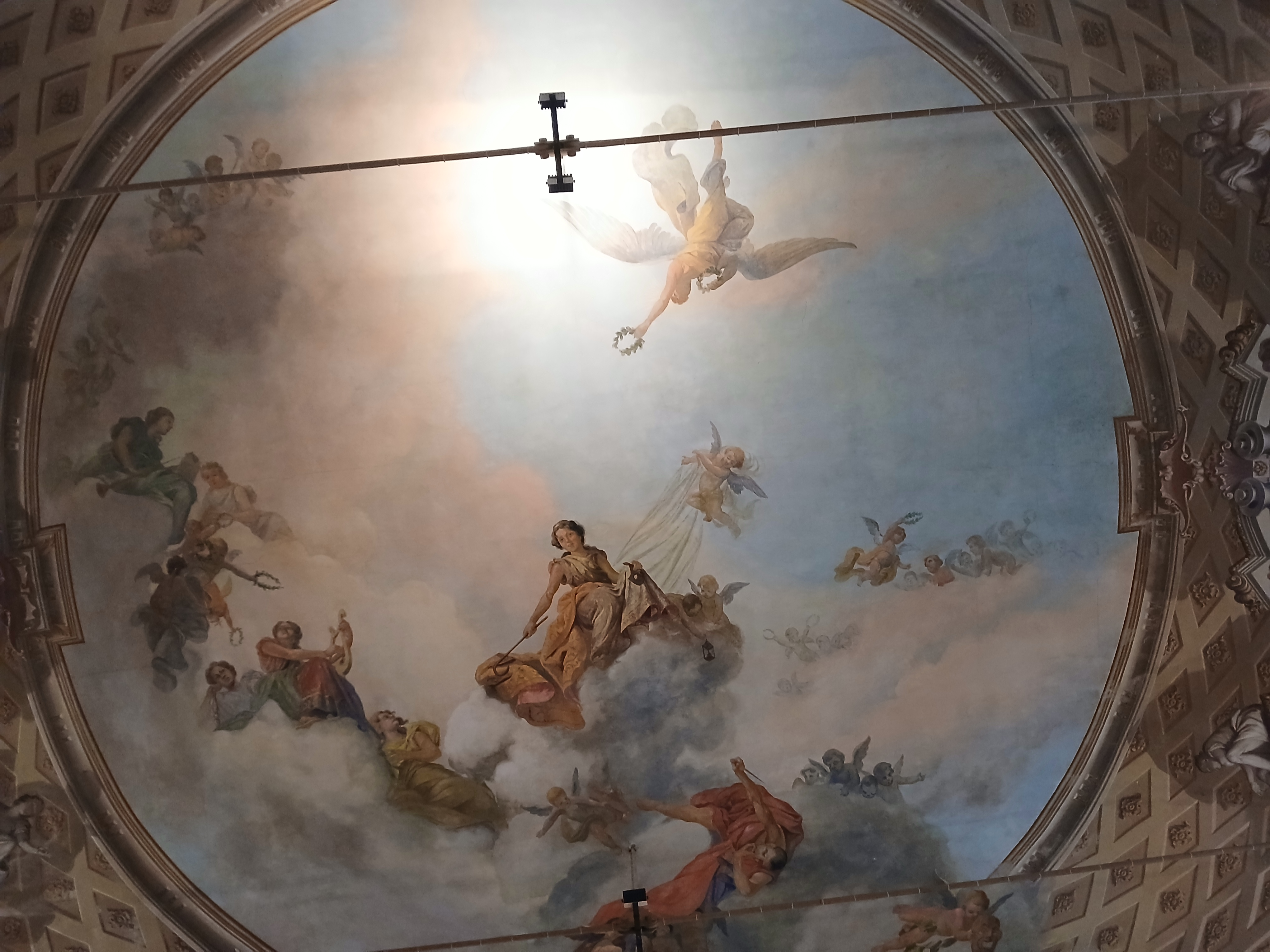
Il trionfo delle arti. Teatro dell'Oratorio dell'Immacolata, Bergamo

Domenico Bortolo Zappettini, è stato un pittore e decoratore che ha studiato presso la Scuola d'ornato dell'Accademia Carrara di Bergamo nel 1894-1896 abbandonando le lezioni per collaborare con il fratello maggiore Giovanni. Completò gli studi di decorazione presso la Scuola industriale con Giuseppe Rota nel 1896-1897. Insieme a Giovanni ha creato e ha diretto la bottega di pittura F.lli Zappettini ubicata nella centrale via San Bernardino e specializzata nella decorazione di edifici religiosi, oltre a eseguire ritratti e dipinti celebrativi. Ha realizzato dei dipinti improntati a uno stile realistico e colorati vivacemente, avvalendosi anche di tecniche fotografiche a supporto dell'opera pittorica. Eseguì i grandi affreschi della volta e le decorazioni dei Teatro Rubini e del Teatro dell'Oratorio dell'Immacolata di Bergamo insieme al pittore Francesco Domenighini. Notevole la freschezza compositiva e la vivacità cromatica del grande tondo Il trionfo delle arti che adorna la volta del teatro dell'Immacolata:
 Nello stesso complesso edilizio, realizzò le stazioni della Via Crucis e le numerose decorazioni murali della chiesa dell'Immacolata insieme all'indoratore Viscardi nel 1905-1913 Dipinse gli affreschi della cupola e delle arcate della chiesa di San Giorgio di Boltiere (1909), gli affreschi dell'aula della Chiesa di Santa Maria Annunziata nella frazione Bagnella di Serina (1915) e della Chiesa del Sacro Cuore di Gesù e di San Giovanni Battista a Predore (1914-1916), alcune decorazioni delle chiese delle Ghiaie di Bonate e di San Bernardino a Bergamo (1914).
Con il fratello Giovanni ideò l'apparato scenografico e dipinse il grande quadro e gli stendardi che addobbavano la volta e le cappelle laterali della Basilica di Sant'Alessandro in Colonna di Bergamo in occasione della celebrazione solenne del santo patrono nel 1905.

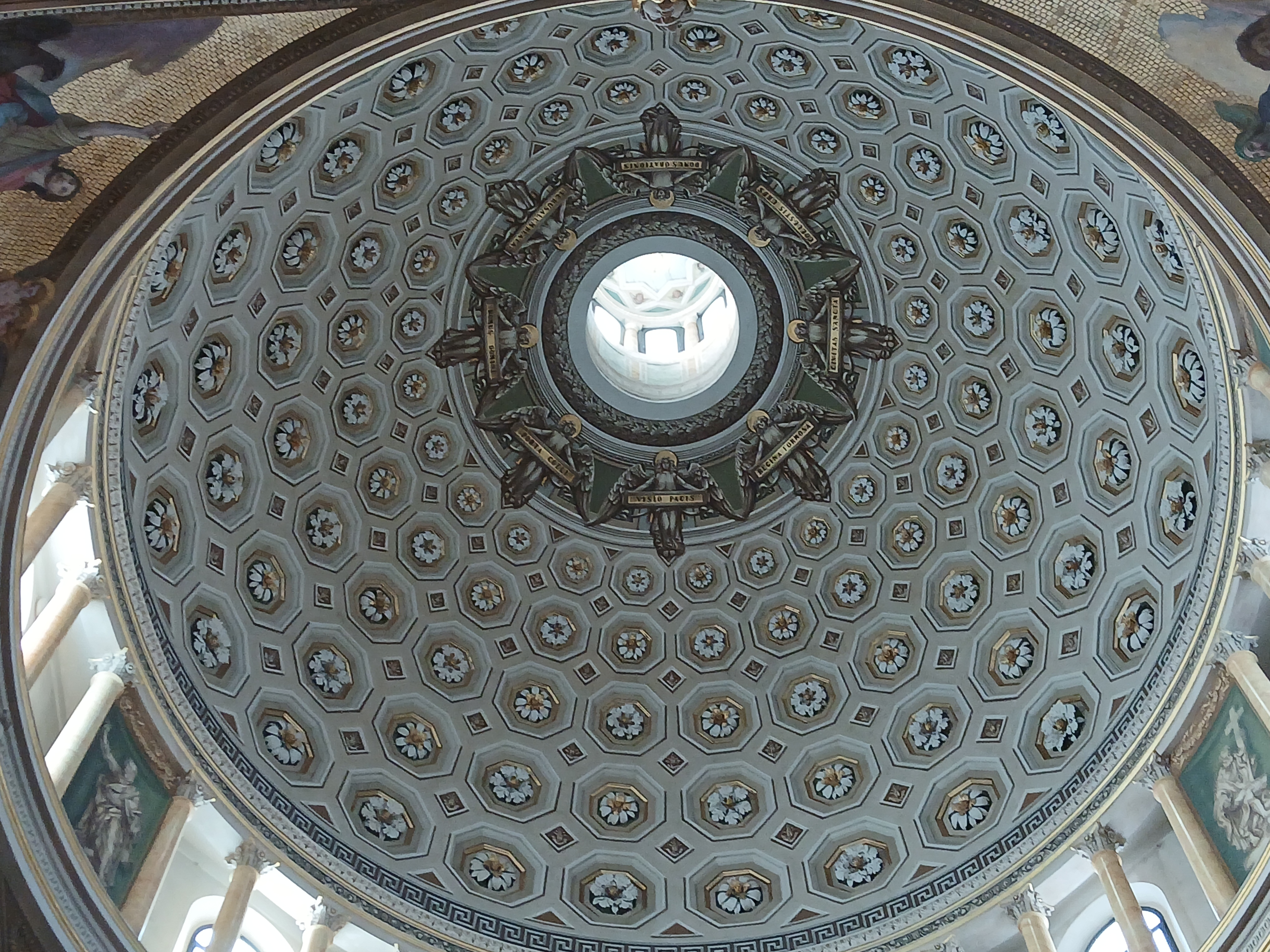
Decorazione della cupola, chiesa di san Giorgio martire, Boltiere (1909)

Partecipò come soldato alla Prima guerra mondiale raggiungendo il grado di caporal maggiore. Inviò dal fronte dei bozzetti a matita, delle acqueforti, dei ritratti, degli sfondi panoramici e delle scene di trincea esposti nella città natale e a Vicenza (tra cui due ritratti di Cesare Battisti). Morì per il contagio dell'influenza spagnola nel 1918, pochi giorni dopo essere tornato a casa per un congedo temporaneo.

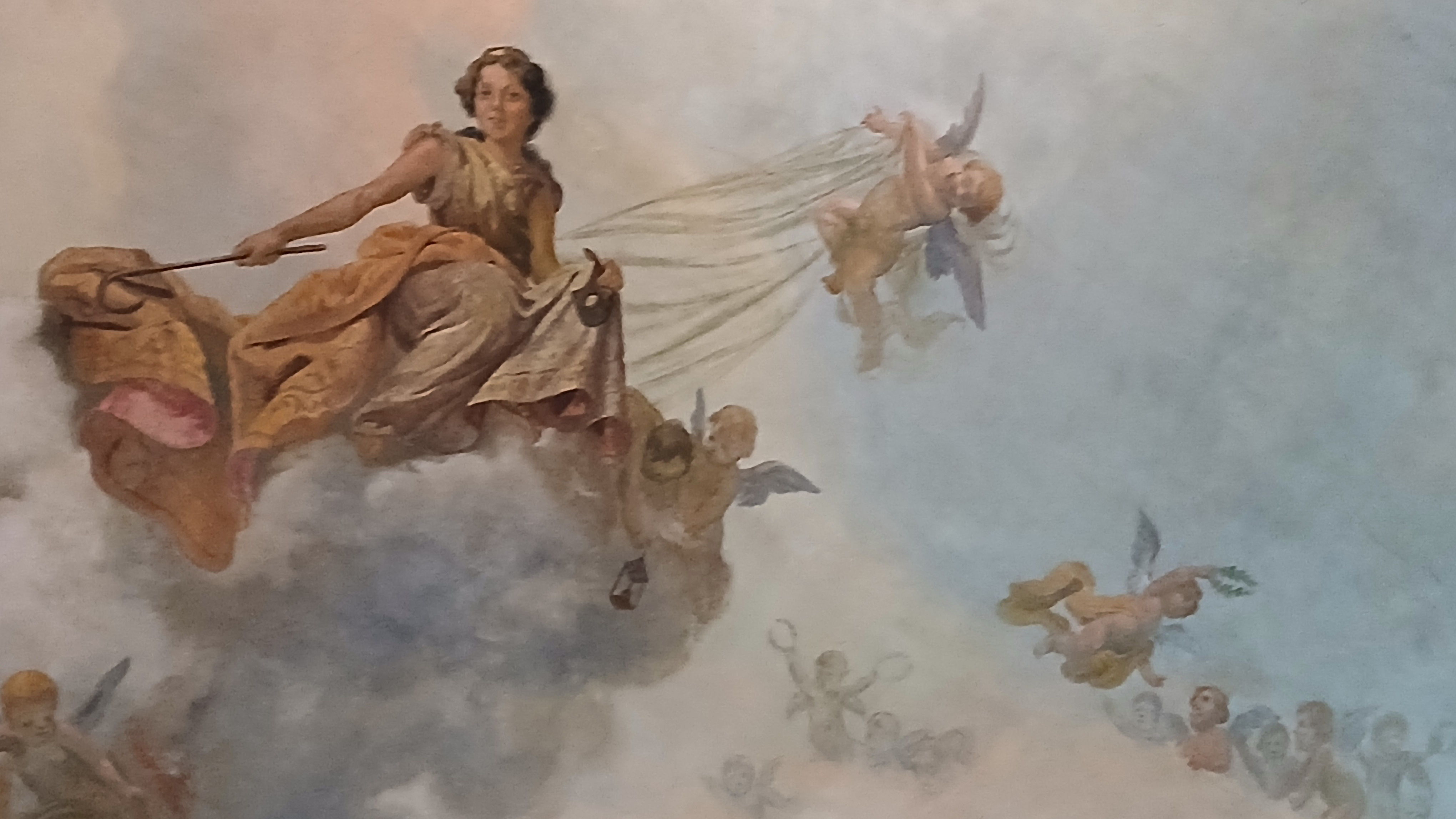
Il trionfo delle arti (particolare)

Riposa nel Mausoleo Sacrario dei Caduti del  Cimitero monumentale di Bergamo.

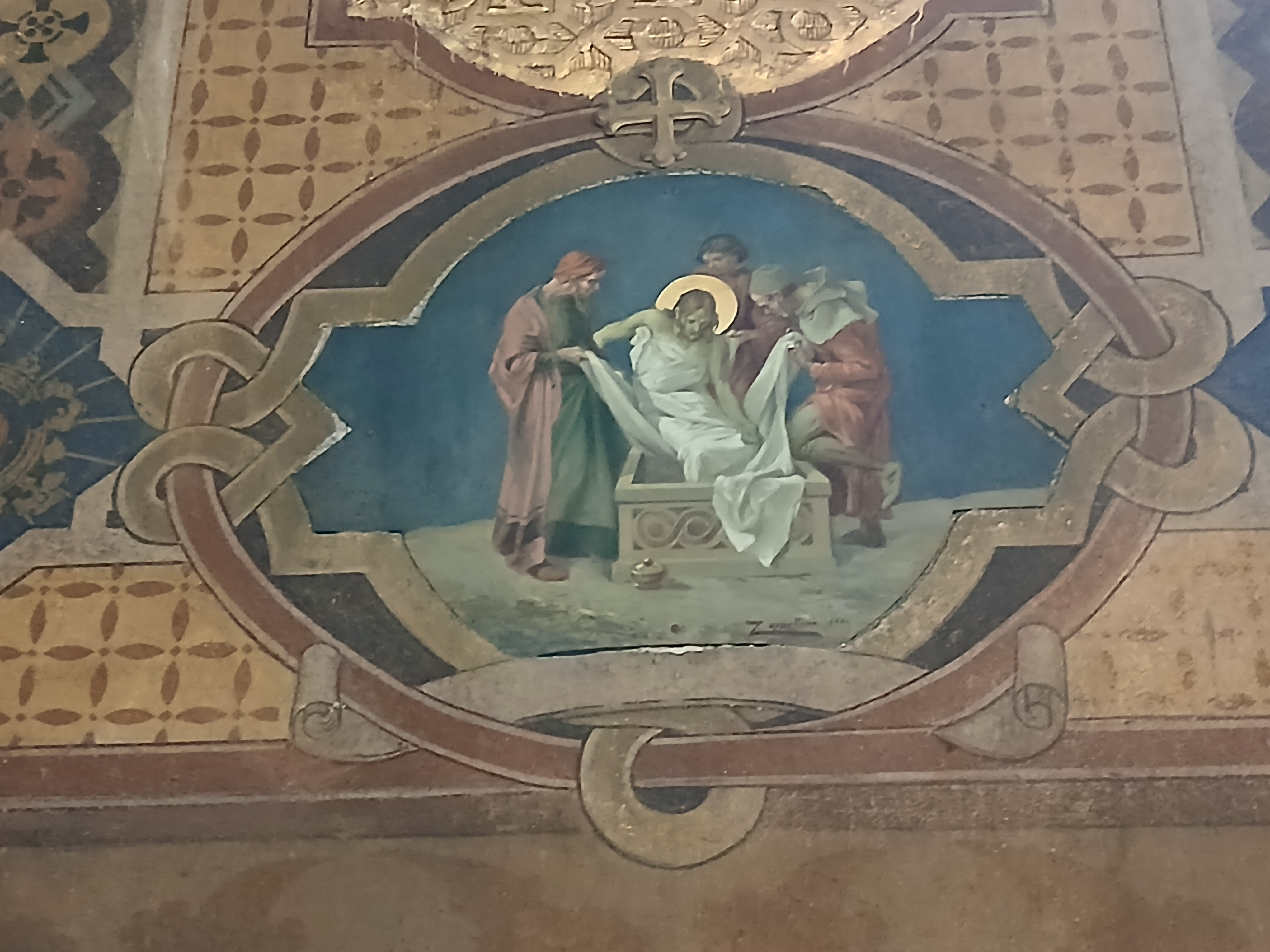
Stazione della Via Crucis, Chiesa dell'Oratorio dell'Immacolata, Bergamo

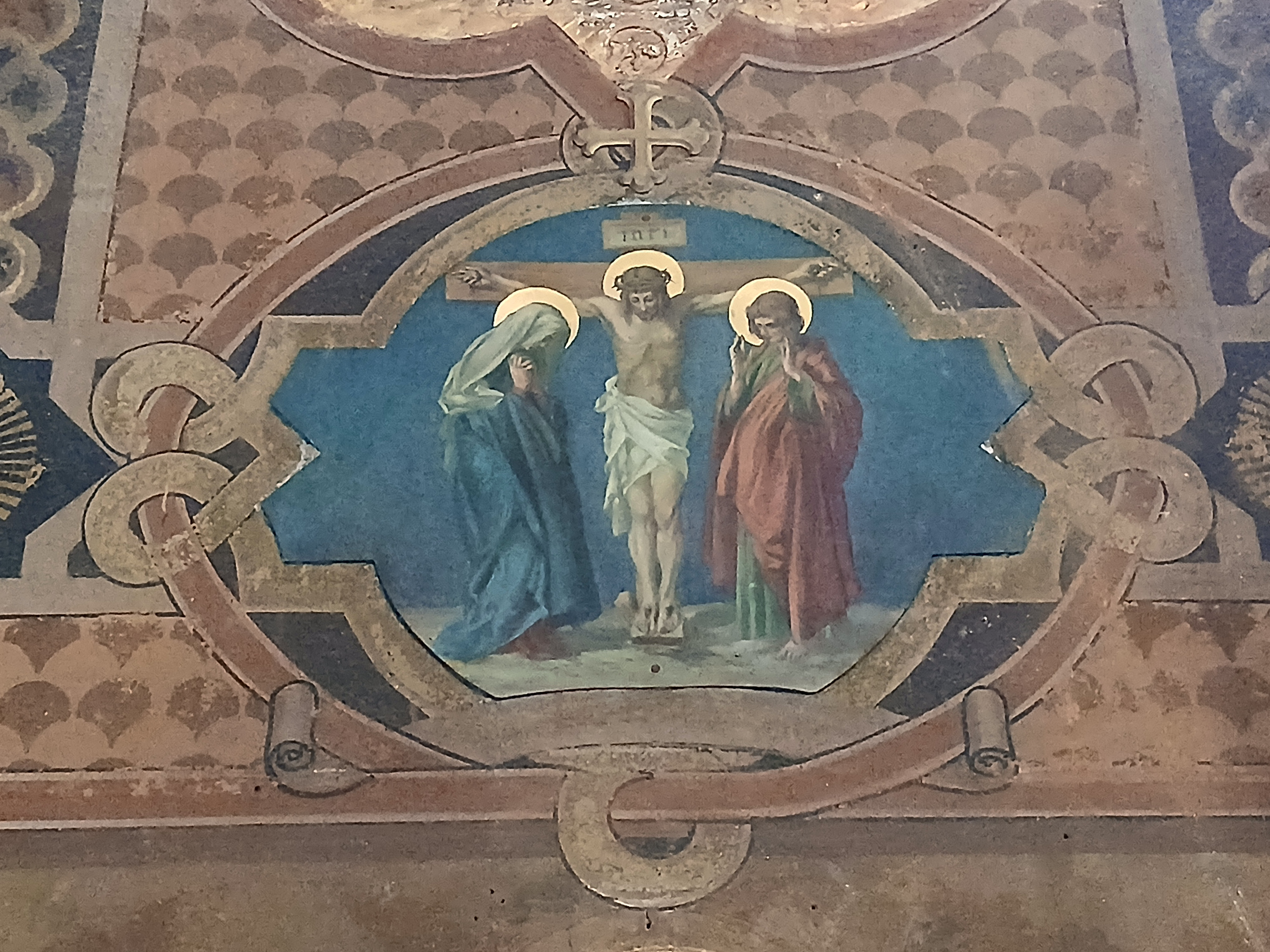
Stazione della Via Crucis, Chiesa dell'Oratorio dell'Immacolata, Bergamo

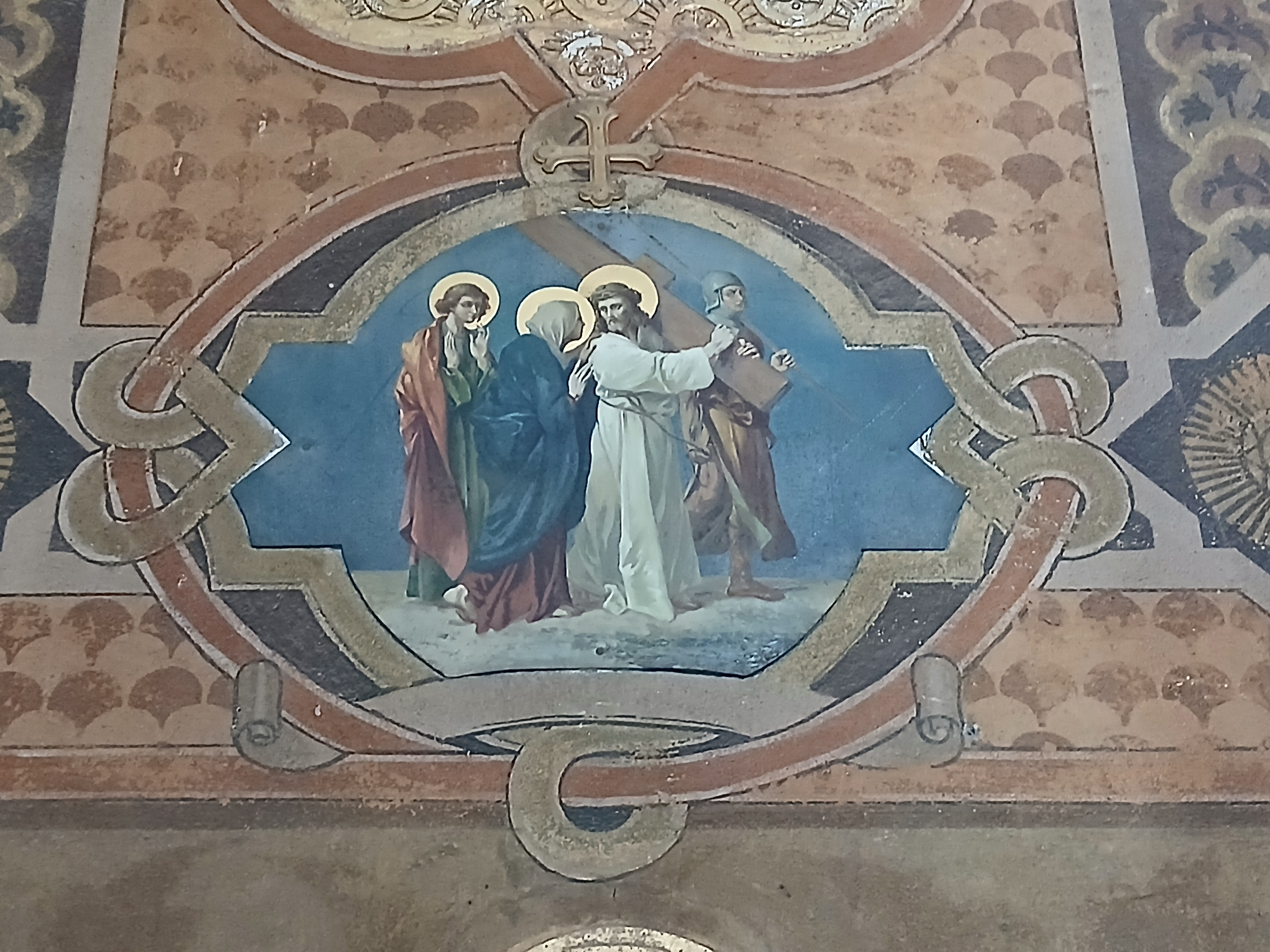
Stazione della Via Crucis, Chiesa dell'Oratorio dell'Immacolata, Bergamo